# Cosmo Jarvis
Harrison Cosmo Krikoryan Jarvis (Ridgewood, 1 de setembro de 1989), é um ator, músico e cineasta britânico nascido nos Estados Unidos. Em 2015, ele fez o teste e foi escalado para interpretar o personagem de Sebastian no filme de estreia de William Oldroyd, Lady Macbeth (2016).

## Início
Jarvis nasceu em Ridgewood, Nova Jersey, Estados Unidos, filho de mãe armênio-americana e pai inglês. Ele se mudou para a Inglaterra com seus pais ainda bebê. Quando criança, mudou-se para Totnes, Devon, com sua mãe e irmão mais novo.

## Carreira: 2010–presente
Jarvis confirmou o título de seu segundo álbum como Is the World Strange or Am I Strange? em sua página oficial no Facebook. O primeiro single lançado do álbum é "Gay Pirates", que foi lançado em 23 de janeiro de 2011. O videoclipe do single foi dirigido por Jarvis. A música foi apresentada como Record of the Day e o vídeo Spinner do dia da AOL.  "Gay Pirates" foi eleito o número 85 no Triple J Hottest 100 de 2011, que foi ao ar no Dia da Austrália em 2012. O álbum em si recebeu uma classificação de 8,5/10 nas resenhas de álbuns do Soundblab. Ele anunciou em entrevista à TNC que havia começado a trabalhar em seu primeiro longa-metragem, chamado The Naughty Room.
O filme estreou na BBC Four em 20 de agosto de 2012, logo após o lançamento do terceiro álbum de estúdio de Jarvis, intitulado Think Bigger, o filme incluiu várias músicas/variações de músicas do novo álbum na trilha sonora. Ele excursionou pelo Reino Unido no final de 2012 apoiando Mad Dog Mcrea, para quem escreveu a música "Waiting on the Hill". O filme de comédia Hawk(e): The Movie (2013) apresenta várias músicas de Cosmo Jarvis. Em janeiro de 2013, "Love This" chegou ao número 59 no Triple J Hottest 100, 2012. Em 20 de novembro de 2020, Jarvis relançou seu álbum de 2012 Think Bigger como "Think Bigger - (2020 Deluxe Edition)", já que o álbum de 2012 nunca foi totalmente lançado globalmente. A reedição do Think Bigger conterá todas as suas onze gravações originais remasterizadas para 2020, além de mais nove faixas bônus raras do mesmo período de escrita, incluindo cinco músicas nunca antes ouvidas e quatro versões acústicas ao vivo de 'quarto' das principais faixas do Think Bigger.

## Filmografia

### Filmes
| Ano       | Título                | Função                         | Notas        |
| --------- | --------------------- | ------------------------------ | ------------ |
| 2009      | O Caminho do Beco     | O Velho (voz)                  | Filme curto  |
| 2012      | O quarto impertinente | Todd Kennedy                   |              |
| 2015      | Spooks: O Bem Maior   | Dani Tasuev                    |              |
| 2016      | Monocromático         | Gabriel Lenard                 |              |
| 2016      | O hábito da beleza    | Jerônimo                       |              |
| 2016      | Lady Macbeth          | Sebastião                      |              |
| 2017      | NÉVOA                 | Charlie                        | Filme curto  |
| 2017      | O marcador            | Steve                          |              |
| 2017      | Caçador Assassino     | Operador de Fatômetro          |              |
| 2018      | Aniquilação           | Soldado de Operações Especiais |              |
| 2018      | Agricultura           | Jonesy                         |              |
| 2019      | Calma com Cavalos     | Douglas                        |              |
| 2019      | noturno               | Pedro                          |              |
| 2020      | Cara engraçada        | Saulo                          |              |
| 2022      | Persuasão             | Capitão Frederick Wentworth    |              |
| A definir | Está em todos nós     | Hamish Considina               | Pós-produção |

### Séries de televisão
| Ano       | Título                       | Função           | Notas                                                 |
| --------- | ---------------------------- | ---------------- | ----------------------------------------------------- |
| 2016      | Se movendo                   | Verno 14         | Episódio "Táxi para Linda"                            |
| 2016      | Humanos                      | Martinho         | Episódio 3 (Série 2)                                  |
| 2016      | Minha mãe e outros estranhos | Tenente Steiger  | Episódios "The Price" e "God Rest You Merry"          |
| 2017      | Vera                         | Amadeirado       | Episódio "The Blanket Mire"                           |
| 2019      | Peaky Blinders               | Barney           | Temporada 5                                           |
| 2020      | Criado por lobos             | Campion Sturges  | Episódios "Infected Memory", "Lost Paradise" e "Mass" |
| A definir | Shogun                       | John Blackthorne | Próxima minissérie                                    |

## Prêmios e indicações
| Ano  | Prêmio                                       | Categoria             | Trabalho indicado | Resultado |
| ---- | -------------------------------------------- | --------------------- | ----------------- | --------- |
| 2017 | 20º Prêmios de Cinema Independente Britânico | Novato mais promissor | Lady Macbeth      | Indicado  |
| 2020 | 23º Prêmios de Cinema Independente Britânico | Melhor ator           | Calma com Cavalos | Indicado  |

## Discografia

### Álbuns
| Ano  | Detalhes do álbum | Posições do gráfico de pico | Posições do gráfico de pico | Certificações |
| Ano  | Detalhes do álbum | Reino Unido                 | IRL                         | Certificações |
| ---- | --- | --------------------------- | --------------------------- | ------------- |
| 2006 | 19 músicas de Cosmo Jarvis - Data de lançamento: 2006 - Rótulo: Nenhum - Formato: CD, download digital | -                           | -                           |               |
| 2009 | Humasyouhitch/Sonofabitch - Data de lançamento: 16 de novembro de 2009 - Rótulo: Muralha de Som - Formato: CD, download digital | -                           | -                           |               |
| 2011 | O mundo é estranho ou eu sou estranho? - Data de lançamento: 26 de setembro de 2011 - Etiqueta: 25º Quadro - Formato: CD, download digital |                             |                             |               |
| 2012 | Pense Grande - Data de lançamento: 17 de julho de 2012 - Etiqueta: 25º Quadro - Formato: CD, download digital |                             |                             |               |
| 2013 | Eles não constroem corações como costumavam - EP de 4 faixas - Data de lançamento: 29 de setembro de 2013 – Aus / NZ, 17 de novembro de 2013 Resto do mundo - Etiqueta: Velocidade vs Ângulo - Formato: CD de edição limitada, download digital |                             |                             |               |
| 2020 | Pense Grande - (Edição Deluxe 2020) - Data de lançamento: 20 de novembro de 2020 - Etiqueta: 25º Quadro - Formato: CD, download digital |                             |                             |               |

### Singles
| Ano  | Single                            | Posições do gráfico de pico | Posições do gráfico de pico | Posições do gráfico de pico | Posições do gráfico de pico | Álbum                                  |
| Ano  | Single                            | Reino Unido                 | IRL                         | UE                          | NÓS                         | Álbum                                  |
| ---- | --------------------------------- | --------------------------- | --------------------------- | --------------------------- | --------------------------- | -------------------------------------- |
| 2009 | "Ela tem você"                    | —                           | —                           | —                           | —                           | Humasyouhitch/Sonofabitch              |
| 2009 | "Problemas / Você tem sua cabeça" | —                           | —                           | —                           | —                           | Humasyouhitch/Sonofabitch              |
| 2010 | "Mulher Maluca"                   | —                           | —                           | —                           | —                           | Humasyouhitch/Sonofabitch              |
| 2011 | "Piratas Gays"                    | —                           | —                           | —                           | —                           | O mundo é estranho ou eu sou estranho? |
| 2011 | "Certo como o inferno, não Jesus" | —                           | —                           | —                           | —                           | O mundo é estranho ou eu sou estranho? |
| 2011 | "Meu dia"                         | —                           | —                           | —                           | —                           | O mundo é estranho ou eu sou estranho? |
| 2011 | "Ela não se importa"              | —                           | —                           | —                           | —                           | O mundo é estranho ou eu sou estranho? |
| 2012 | "Amo isso"                        | —                           | —                           | —                           | —                           | Pense Grande                           |
| 2013 | "Colaborando com Rihanna"         | —                           | —                           | —                           | —                           | single                                 |
| 2020 | "Diga-me quem ser"                |                             |                             |                             |                             | Pense Grande - (Edição Deluxe 2020)    |